# Loricariichthys ucayalensis
Loricariichthys ucayalensis är en fiskart som beskrevs av Regan, 1913. Loricariichthys ucayalensis ingår i släktet Loricariichthys och familjen Loricariidae. Inga underarter finns listade i Catalogue of Life.